# عبد الحميد الهلالي
عبد الحميد الهلالي هو عبد الحميد بن رابح الهلالي، (عين دراهم, 6 نوفمبر 1954) أستاذ باحث جامعي تونسي مختص في التاريخ المعاصر للبلاد التونسية.

## تكوينه
تلقى عبد الحميد الهلالي تعليمه الابتدائي بمسقط رأسه، ثم انتقل إلى مركز ولاية جندوبة لمواصلة تعليمه الثانوي، وقد ختمه بالحصول على شهادة الباكالوريا آداب، في دورة جوان 1974، وهو ما خول له اللحاق بالتعليم العالي، إذ سجل في قسم التاريخ والجغرافيا بكلية الآداب والعلوم الإنسانية بتونس. وفي جوان 1980 أحرز على الأستاذية في التاريخ. وفي عام 1988 ناقش بنجاح بنفس الكلية رسالة لنيل شهادة الكفاءة في البحث في التاريخ الحديث والمعاصر حول موضوع : الخمّاسة بسهول جهة جندوبة من خلال دفاتر العدول 1874-1956، وقد أشرف على هذه الرسالة الأستاذ الهادي التيمومي. ثم بعد نجاحه في امتحانات التعمق في البحث، اهتم بإعداد أطروحة الدكتوراه في التاريخ المعاصر، تحت إشراف الأستاذ علي المحجوبي وناقشها في شهر أفريل عام 2000، وكان موضوعها : تاريخ جهة جندوبة (1881-1956) : علاقة الحركة الوطنية بالأرياف.

## مسيرته المهنية
بعد حصوله على الأستاذية في التاريخ، التحق عبد الحميد الهلالي بالتعليم الثانوي لتدريس مادتي التاريخ والجغرافيا، وقد عمل لمدة عشرين سنة بعدة معاهد بكل من المدن التالية: عين دراهم، تيبار، جندوبة. ثم بعد إحرازه على شهادة الدكتوراه ألحق كباحث قار بالمعهد العالي لتاريخ الحركة الوطنية بتونس التابع لجامعة منوبة، ثم انتدب كمساعد في عام 2003، وارتقى إلى رتبة أستاذ مساعد عام 2006. وهو يترأس منذ عام 2009 المجلة التي يصدرها المعهد تحت عنوان روافد وهي المجلة التونسية الوحيدة المتخصصة في التاريخ المعاصر.

## كتاباته
يهتم عبد الحميد الهلالي بتاريخ جهة الشمال الغربي وتحديدا منه منطقة جندوبة، وقد نشر في هذا الإطار عدة بحوث في كتب جماعية أو في مجلة روافد التي يصدرها المعهد العالي لتاريخ الحركة الوطنية بتونس، وبالإضافة إلى ذلك فقد صدر له:
- كتاب : جندوبة 1881-1956، علاقة الحركة الوطنية بالأرياف منشورات المعهد العالي لتاريخ الحركة الوطنية، تونس 2009، 508 صفحة.[2]
- كتاب موجز تاريخ الحركة الوطنية التونسية 1881-1964 (بالاشتراك) منشورات المعهد العالي لتاريخ الحركة الوطنية، تونس 2008.

## إشارات مرجعية
1. ↑  http://www.maghrebuni.org/outrouhat.htm قائمة أطروحات جامعية نسخة محفوظة 2011-01-12 على موقع واي باك مشين.
2. ↑  عرض الكتاب [وصلة مكسورة] نسخة محفوظة 05 مارس 2016 على موقع واي باك مشين.